# Pilca
Pilca (potocznie Młynówka, Żydówka) – rzeka w województwie zachodniopomorskim, w powiecie wałeckim, przepływająca przez 4 jeziora na Pojezierzu Wałeckim, od Wałcza i na północ do rzeki Piławki.

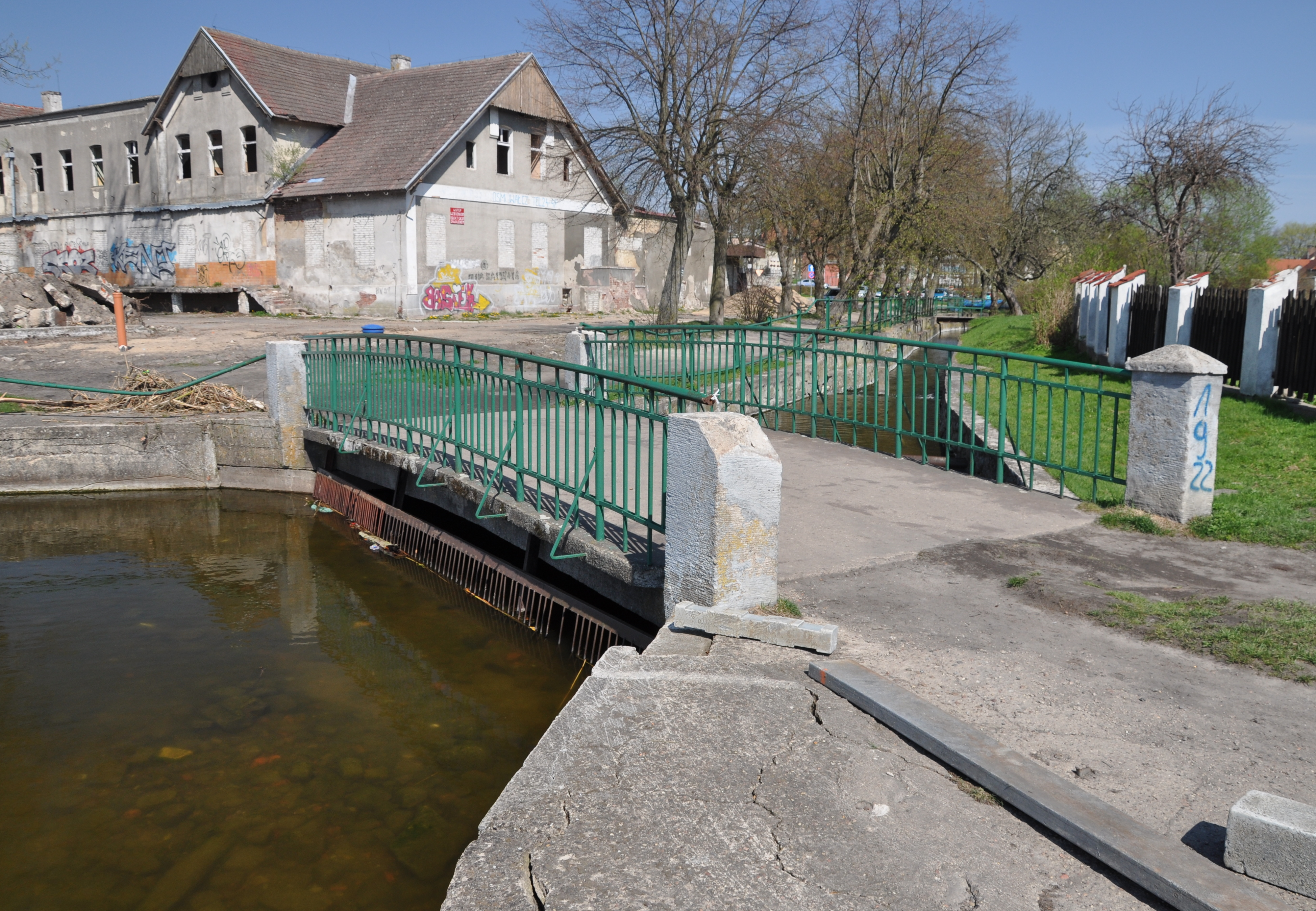
Upust z jeziora Raduń, w Wałczu

Instytut Meteorologii i Gospodarki Wodnej za początek Pilcy przyjął wypływ z jeziora Nakielno, skąd biegnie do Jeziora Stręczyńskiego. Następnie wypływa z północno-wschodniego brzegu tego jeziora, odbiera dopływ z jeziora Smolno Wielkie i uchodzi do jeziora Raduń. Z jeziora tego wypływa w Wałczu, przy ul. Młynarskiej. Zakręca przy placu Zdobywców Wału Pomorskiego i biegnie na północ. Między ulicą J. Piłsudskiego a linią kolejową, nieopodal ulicy Kwiatowej rzeka jest skanalizowana. Dalej biegnie w kierunku północnym przy oczyszczalni ścieków. Następnie na północ koło wsi Kołatnik, gdzie skręca w kierunku północno-wschodnim i wpada do rzeki Piławki.
W wyniku oceny stanu wód Pilcy z 2010 r. wykonanej w punkcie przy moście we wsi Kołatnik określono I klasę elementów biologicznych, elementy fizykochemiczne poniżej stanu dobrego oraz umiarkowany stan ekologiczny. Rzeka odbiera ścieki oczyszczone z miejskiej oczyszczalni ścieków. 
Administratorem zlewni Pilcy jest Regionalny Zarząd Gospodarki Wodnej w Poznaniu, który w obrębie zlewni utworzył 3 obwody rybackie.

## Nazwa rzeki
W latach 1893 i 1933 stosowano niemiecką nazwę Juden Fliess
W 1937 r. stosowano niemiecką nazwę Mühlenfließ.
Słownik geograficzny Królestwa Polskiego w 1895 r. zarejestrował polską nazwę Żydowska Struga. 
W 1955 r. ustalono urzędowo polską nazwę Pilca. 
W 2006 r. Komisja Nazw Miejscowości i Obiektów Fizjograficznych wskazała nazwę Żydówka.
Urząd Miasta Wałcz w 2012 i 2015 r. stosował nazwę Młynówka. Urząd Gminy Wałcz w 2012 r. stosował wymiennie nazwy Żydówka i Młynówka. WIOŚ Szczecin w 2012 r. i RZGW Poznań w 2011 r. stosował nazwę Żydówka.
Państwowy Rejestr Nazw Geograficznych ujmuje nazwę Pilca jako urzędową (oficjalną), natomiast nazwy: Młynarka, Młynówka, Żydówka jako nazwy oboczne.